# CHST1
CHST1 (eng. Carbohydrate sulfotransferase 1) je enzim koji je kod ljudi kodiran genom CHST1, nalazi se na kratkom (p) kraku 11. hromozoma. Dužina polipeptidnog lanca proteina je 411 aminokiselina, a molekulska masa je 46.715..

## Dopunska literatura
- Williams KJ (1997). „Atherosclerosis: cell biology and lipoproteins.”. Curr. Opin. Lipidol. 7 (6): U202—8. PMID 9117134. doi:10.1097/00041433-199612000-00016.
- Bernstein HB, Compans RW (1992). „Sulfation of the human immunodeficiency virus envelope glycoprotein.”. J. Virol. 66 (12): 6953—9. PMC 240329 . PMID 1433500. doi:10.1128/JVI.66.12.6953-6959.1992.
- Shilatifard A, Merkle RK, Helland DE,  . (1993). „Complex-type N-linked oligosaccharides of gp120 from human immunodeficiency virus type 1 contain sulfated N-acetylglucosamine.”. J. Virol. 67 (2): 943—52. PMC 237448 . PMID 8419650. doi:10.1128/JVI.67.2.943-952.1993.
- Li X, Tedder TF (1999). „CHST1 and CHST2 sulfotransferases expressed by human vascular endothelial cells: cDNA cloning, expression, and chromosomal localization.”. Genomics. 55 (3): 345—7. PMID 10049591. doi:10.1006/geno.1998.5653.
- Bistrup A, Bhakta S, Lee JK,  . (1999). „Sulfotransferases of two specificities function in the reconstitution of high endothelial cell ligands for L-selectin.”. J. Cell Biol. 145 (4): 899—910. PMC 2133194 . PMID 10330415. doi:10.1083/jcb.145.4.899.
- Tu L, Murphy PG, Li X, Tedder TF (1999). „L-selectin ligands expressed by human leukocytes are HECA-452 antibody-defined carbohydrate epitopes preferentially displayed by P-selectin glycoprotein ligand-1.”. J. Immunol. 163 (9): 5070—8. PMID 10528213. doi:10.4049/jimmunol.163.9.5070.
- Torii T, Fukuta M, Habuchi O (2000). „Sulfation of sialyl N-acetyllactosamine oligosaccharides and fetuin oligosaccharides by keratan sulfate Gal-6-sulfotransferase.”. Glycobiology. 10 (2): 203—11. PMID 10642612. doi:10.1093/glycob/10.2.203 .
- Li X, Tu L, Murphy PG,  . (2001). „CHST1 and CHST2 sulfotransferase expression by vascular endothelial cells regulates shear-resistant leukocyte rolling via L-selectin.”. J. Leukoc. Biol. 69 (4): 565—74. PMID 11310842. S2CID 8888883. doi:10.1189/jlb.69.4.565 .
- Strausberg RL, Feingold EA, Grouse LH,  . (2003). „Generation and initial analysis of more than 15,000 full-length human and mouse cDNA sequences.”. Proc. Natl. Acad. Sci. U.S.A. 99 (26): 16899—903. Bibcode:2002PNAS...9916899M. PMC 139241 . PMID 12477932. doi:10.1073/pnas.242603899 .
- Yamada T, Ohtake S, Sato M, Habuchi O (2005). „Chondroitin 4-sulphotransferase-1 and chondroitin 6-sulphotransferase-1 are affected differently by uronic acid residues neighbouring the acceptor GalNAc residues.”. Biochem. J. 384 (Pt 3): 567—75. PMC 1134142 . PMID 15324304. doi:10.1042/BJ20040965.
- Gerhard DS, Wagner L, Feingold EA,  . (2004). „The status, quality, and expansion of the NIH full-length cDNA project: the Mammalian Gene Collection (MGC).”. Genome Res. 14 (10B): 2121—7. PMC 528928 . PMID 15489334. doi:10.1101/gr.2596504.
- Rual JF, Venkatesan K, Hao T,  . (2005). „Towards a proteome-scale map of the human protein-protein interaction network.”. Nature. 437 (7062): 1173—8. Bibcode:2005Natur.437.1173R. PMID 16189514. S2CID 4427026. doi:10.1038/nature04209.
- Liu J, Chau CH, Liu H,  . (2006). „Upregulation of chondroitin 6-sulphotransferase-1 facilitates Schwann cell migration during axonal growth.”. J. Cell Sci. 119 (Pt 5): 933—42. PMID 16495484. doi:10.1242/jcs.02796 . hdl:10722/44575 .
- Kitayama K, Hayashida Y, Nishida K, Akama TO (2007). „Enzymes responsible for synthesis of corneal keratan sulfate glycosaminoglycans.”. J. Biol. Chem. 282 (41): 30085—96. PMID 17690104. doi:10.1074/jbc.M703695200 .